# John Sung
John Sung Shang Chieh (29. září 1901 – 18. srpna 1944) byl čínský metodistický kazatel a evangelista.
Pocházel z národa Henghua. Narodil se jako syn metodistického kazatele. V USA studoval chemii a teologii. Pod vlivem liberálních teologů ztratil křesťanskou víru a obrátil se ke studiu východních náboženství a filozofií. Obrácení zpět ke křesťanství prožil v roce 1927 a stal se kazatelem. Byl klíčovou osobou duchovního probuzení v Číně a v jihovýchodní Asii ve 20. a 30. letech 20. století. V posledních letech života trpěl tuberkulózou, které nakonec podlehl.